# Külheim
Külheim ist ein Ortsteil im Stadtteil Bärbroich von Bergisch Gladbach. Er besteht aus den Teilen Oberkülheim, Unterkülheim und Voiskülheim.

## Geschichte
Das Grundwort Külheim ist aus der mittelalterlichen Siedlung Külheim hervorgegangen, die in der großen Rodeepoche von 1000 bis 1300 entstanden ist. 1396 ist erstmals das Wort „kulem“ urkundlich belegt. Nach den Steuer-, Pacht- und Huldigungslisten von 1487 war Külheim im Spätmittelalter die Bezeichnung für die Honschaft Külheim. 
Laut der Uebersicht des Regierungs-Bezirks Cöln besaß der als „Bauergüter“ kategorisierte Ort 1845 elf Wohnhäuser. Zu dieser Zeit lebten 74 Einwohner im Ort, alle katholischen Glaubens.
1868 wurde die bis dahin zum Kirchspiel Bensberg gehörende Honschaft dem Pfarrverband Immekeppel zugeordnet, der zur gleichen Zeit als selbständige Pfarrei aufgestiegen war. Es ist wahrscheinlich, dass der Name Külheim aus dem Personennamen Kudilo entstanden ist. Zur Unterscheidung benachbarter Höfe hat man später die Bestimmungswörter Ober, Unter und Vois vorangesetzt.